# Никол Зајберт
Никол Зајберт (рођена Хохлох; рођена 25. октобра 1964), професионално позната као Никол, је немачка певачица, текстописац, музичар и продуцент. Године 1982. постала је прва немачка представница која је победила на Песми Евровизије. Објавила је више од 25 студијских албума и 80 синглова, од којих је неке изводила и снимила на, између осталих језика, енглеском, холандском и француском. Написала је музику и текстове за неке од својих снимака.

## Младост
Никол је рођена у Сарбрикену, Сарланд, у Западној Немачкој. Почела је да наступа са четири године, али није постигла комерцијални успех све до своје 16, када је објављен њен први сингл („Flieg nicht so hoch, mein kleiner Freund“). Досегла је 2. место у Аустрији и ушла на листе топ 40 позиција на више европских музичких листа.
Када је имала 17 година, победила је на Песми Евровизије 1982. са песмом "Ein bißchen Frieden", која је достигла прво место на више европских музичких листа. По завршетку конкурсног гласања, Никол је поновила песму изводећи њене делове на енглеском, француском и холандском, заједно са оригиналним немачким.
Интервјуисана годинама касније, дала је изјаву у вези са поенима добијеним од Израела: „Али најважнија победа (била је) да немачка девојка добије 12 поена од Израела за песму о миру."
У интервјуу је такође изјавила да је добила позив од израелске владе (који је прихватила) да оде у Тел Авив да пева за војнике који су тамо стационирани.
Снимила је енглеску верзију песме "A Little Peace", која је достигла 1. место на UK Singles Chart-у. Затим је била 500. сингл број један на UK Singles Chart-у. Снимљене су и верзије на француском („La Paix sur Terre“), холандском („Een beetje vrede“), шпанском („Un poco de paz“), данском („En smule fred“), словеначком („Malo miru“), руском („Немного мира“), пољском („Troszeczkę ziemi, troszeczkę słońca“) и мађарском („Egy kis nyugalmat kívánok én“, са Neoton Família).
Касније 1982. године издала је два студијска албума, један на немачком (Ein bißchen Frieden) и други на енглеском (A Little Peace). Као и насловне песме, већина песама има одговарајуће немачке и енглеске песме.
Године 2005. копродуцирала је свој албум Alles Fliesst, који је објављен у мају те године.
Године 2008. објавила је албум Mitten ins Herz, који је пратила тромесечна „уживо“ турнеја која је завршена у јануару 2009.
На почетку своје каријере, песме које је снимила и изводила су првенствено писали композитори као што су Ралф Сигел, Бернд Мајнунгер, Роберт Јунг, и Жан Франкфуртер. На снимањима песама на другим језицима сарађивала је са, између осталих, Полом Гридусом, Заком Лоренсом, Пјером Делано и Жан-Пол Караом.
Године 2016. радила је са Сигелом и Мајнунгером на снимању студијског албума Traumfänger, а и сама је такође заслужна за неке од композиција. Године 2019, за песме на свом студијском албуму 50 ist das neue 25 радила је са Хајнцем Рудолфом Кунцеом, Јенсом Карстенсом и другима.
2020. године, Никол је прославила своју 40. годишњицу у музичкој индустрији концертном турнејом; међутим, ови датуми су поново заказани због пандемије ковида 19.
Углавном повезана са шлагерским мелодијама, такође је снимала и издавала џез, поп, рок и госпел песме.

## Лични живот
Никол Хохлох је једно од четворо деце, које су родили Марлиз и Зигфрид Холох. Одрасла је са братом и две сестре у малој заједници Нохфелден у Сарланду. Тамо је похађала школу и завршила средњу школу. Она је почасни грађанин свог родног града Нохфелдена.
Хохлох се удала за Винфрида Зајберта (пријатеља из детињства кога је познавала од своје 14. године) на грађанској церемонији 17. августа 1984; дан касније обавили су обред венчања у цркви. Имају двоје деце.
Воли да приређује концерте у црквама због атмосфере и акустике. Одмалена је проналазила одговоре у својој духовности и чврсто верује да ће анђели чувари бринути о њој. Ово уверење је било појачано неким догађајима у њеном животу. У једном таквом случају, Никол је планирала путовање на Тајланд у зиму 2004. године, отприлике у време када се цунами десио, убивши преко 220.000 људи. Због јаких препорука пријатеља, отказала је путовање на Тајланд и уместо тога отишла у Јужну Африку.
Она подржава различите хуманитарне акције, као што су превенција злостављања деце и здраве активности за децу бескућнике на Филипинима. Она наставља да води кампању за Ретов синдром и за "живот без ланаца". Била је два пута у Африци за Welthungerhilfe (Помоћ гладнима у свету).

## Почасти и награде
- 1982: Прво место на Песми Евровизије[2]
- 1983: Друго место на Светском фестивалу популарне песме у Токију са песмом „So viele Lieder sind in mir“ [5]
- 1991: Победник немачке Schlagerparade са песмом „Ein leises Lied“.[6]
- 1993: Ехо награда за најбољу шлагерску уметницу 1992. године[23][24]
- 1999: Орден за заслуге Сарланда[23][24]